# Fritz-Erler-Kaserne

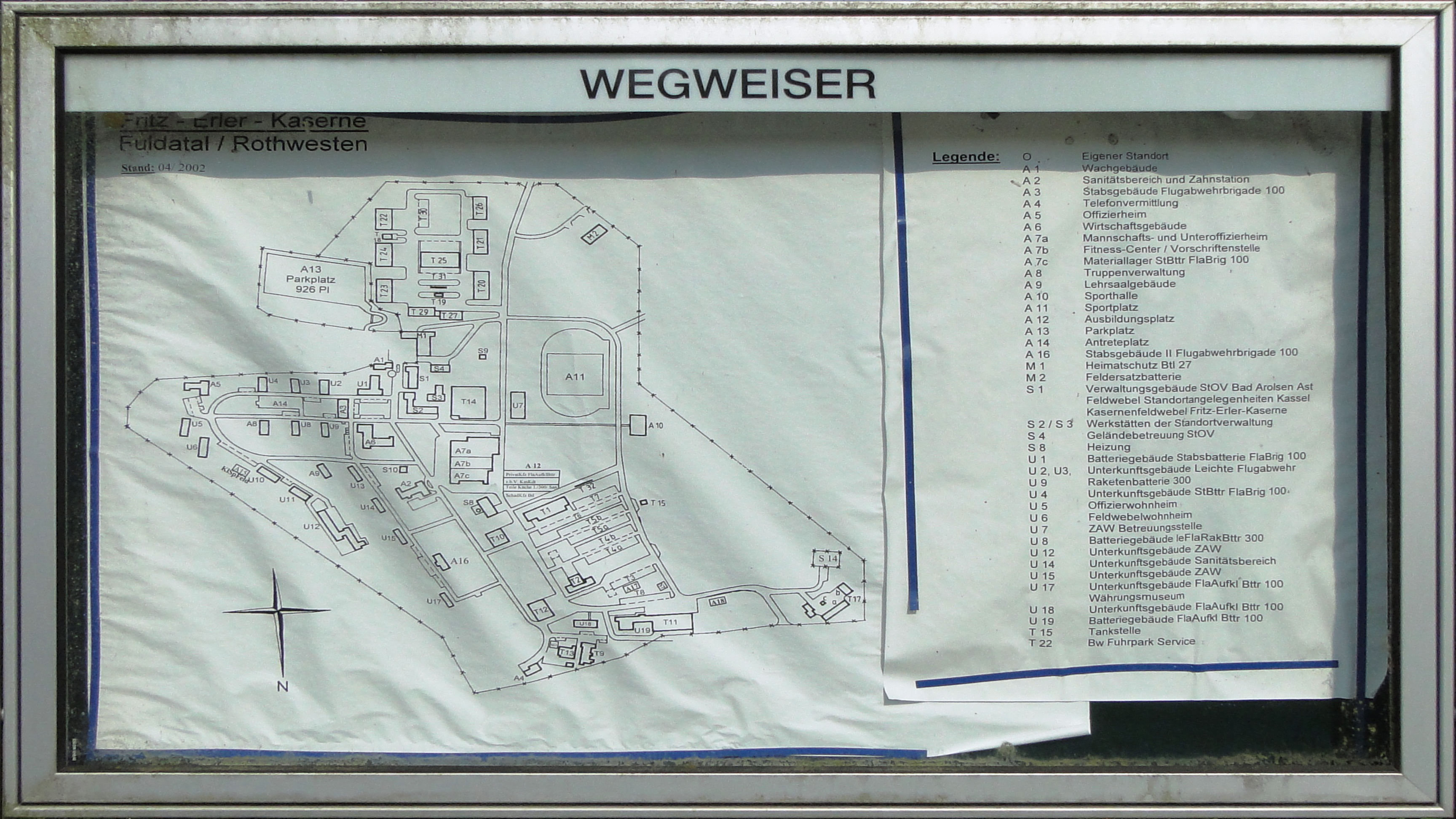
Karte des Geländes der Kaserne

Die Fritz-Erler-Kaserne war eine Kaserne in Rothwesten, einem Ortsteil der Gemeinde Fuldatal bei Kassel in Nordhessen.
Die Kaserne wurde als Fliegerhorst Rothwesten der Luftwaffe in den Jahren 1934–35 innerhalb kürzester Zeit als eine der modernsten Kasernenanlagen des damaligen Deutschen Reichs zur NS-Zeit gebaut (vgl. Baustil) und war im Zweiten Weltkrieg ein Standort der Fernaufklärer der Luftwaffe und ztw. ein Kriegsgefangenenlager.
Nach dem Krieg wurde die Kaserne von den Streitkräften der Vereinigten Staaten kurzfristig als Fliegerhorst und Kriegsgefangenenlager für Deutsche Soldaten genutzt.
Von historischem Belang wurde diese Kaserne als Ort des Währungskonklave im Jahr 1948, bei welcher die Währungsreform in den westlichen Besatzungszonen vorbereitet wurde, die einen der Grundpfeiler für das nachfolgende deutsche Wirtschaftswunder darstellte.
Nach einer längeren Periode als Standort der US Army übergaben Anfang der 1970er die Amerikaner die Kaserne dann der Bundeswehr.
Im Zuge der Übergabe ging die Umbenennung in Fritz-Erler-Kaserne einher, die dann von 1972 bis 2008 überwiegend als Standort der Fernmelder oder später der Heeresflugabwehr diente.
Mit der Auflösung der Flugabwehrbrigade 100 zum 31. Dezember 2007, deren Stab die letzte dort stationierte Bundeswehreinheit war, hörte im Jahr 2007 die militärische Geschichte nach ca. 70 Jahren auf und die Kaserne wurde im Frühjahr 2008 geschlossen.
In den letzten Jahren wurden einige Gebäude verkauft bzw. ein Solarpark wurde errichtet. In der Hochphase der Flüchtlingskrise ab 2015 dienten einige Gebäude auch als Flüchtlingsunterkunft.

## Bau der Anlage
Schon bevor am 1. März 1935 die deutsche Luftwaffe gegründet wurde, lagen konkrete Planungen für deren Aufbau bereit. Im Raum Kassel war darin ein Fliegerhorst für eine Fernaufklärungsgruppe vorgesehen. Zwar war dort mit dem Flugplatz Kassel-Waldau bereits ein Fluggelände vorhanden, das sich aber durch seine Lage und Dimensionen für den Betrieb eines Fliegerhorstes als untauglich erwiesen hatte. Unter der Leitung von Albert Kesselring, der damals die Abteilung D im Reichsluftfahrtministerium führte, wurden deshalb mit einer Ju 52 Luftaufklärungen im Kasseler Raum vorgenommen, um ein geeignetes Gelände zu finden. Dabei wurde das Gebiet zwischen Rothwesten, Knickhagen und Gut Eichenberg als geeignet erachtet. Da die Domäne Rothwesten und der benachbarte Forst Staatseigentum waren, gab es keine Probleme mit dem Grunderwerb. Da die Luftwaffe zu diesem Zeitpunkt noch nicht existieren durfte, war die Tarnorganisation Deutsche Verkehrsfliegerschule (DVS) der offizielle Auftraggeber.
Der Bau von Großfluganlagen und Fliegerhorsten wurde von einem Stab von Architekten und Ingenieuren im Reichsluftfahrtministerium ausgeführt, und so wurde der dortige Regierungsbaumeister Werner Noel 1934 mit dem Bau des Fliegerhorsts betraut. Die Bauleitung wurde zunächst in der Dorfschule Rothwesten eingerichtet, weshalb der Name Fliegerhorst Rothwesten entstand.
Für den Bau des Fliegerhorstes musste, um ein entsprechend ebenes Gelände zu schaffen, an der Ostseite Boden bis zu einer Höhe von 7 m abgetragen werden, und da zwei Drittel des Geländes Wald war, musste auch entsprechend gerodet werden. Es wurde in drei Schichten und an sieben Tagen der Woche gearbeitet. Auf diese Weise entstand ein Rollfeld von 600 m Breite und 800 m Länge (später wurde das Rollfeld auf 1000 m Länge erweitert). Am östlichen Rollfeldrand wurden die technischen Bauten wie eine große Flugzeugwerft, drei Hangars (später auf fünf erweitert), die Befehls- und Bildstelle errichtet. Die Hangars erwiesen sich jedoch bei später benutzten Flugzeugtypen wie der Dornier Do 17 als zu klein. Die Flugzeugwerft diente der Generalüberholung, größeren Inspektionen und der Reparatur der stationierten Maschinen. In der Befehlsstelle befand sich auch die Bildstelle und hier fanden die Flugbesprechungen bzw. die Vorbereitungen von Überlandflügen statt. In der Bildstelle wurde das Bildmaterial ausgewertet und zu übersichtlichen Bildplänen zusammengeschnitten.

### Baustil
Die Kasernenanlage Fliegerhorst Rothwesten wurde gerade mal in 8 Monaten im Jahr 1935 im Wesentlichen nach den Baustilen der Heimatschutzarchitektur (Heimatstil für Wohnungs- und Sozialbau) und dem Bauhausstil errichtet.
Der Fliegerhorst Rothwesten war nach Fertigstellung in den dreißiger Jahren eine der modernsten Kasernen Deutschlands und dieser Kasernenstil bildete eine Grundlage für andere neue Militäranlagen. Der Baustil der Kaserne wurde für seine Gestaltung in einer Architekturausstellung in München ausgezeichnet.

#### Unterkunfts- und Freizeitgebäude
Das Unterkunftsgelände wurde nicht im Kasernenstil bebaut, sondern ähnlich wie eine zivile Wohnsiedlung in einer Variante des Heimatstils für Wohnungs- und Sozialbau.
- Mannschaftsunterkünfte:   Die Mannschaftsunterkünfte bestanden aus 1- bis 4-Mann-Zimmern und waren verhältnismäßig großzügig gestaltet.
- Wohnsiedlung:   Wegen der relativen Abgeschiedenheit des Fliegerhorstes wurde am Südrand eine Wohnsiedlung für verheiratete Offiziere, Unteroffiziere und Beamte errichtet.
- Wirtschaftsgebäude:   Das Wirtschaftsgebäude bestand aus zwei Giebelbauten, die durch den Küchentrakt verbunden waren und die die Speisesäle und Kantinen für Unteroffiziere und Mannschaften enthielten. Zu Veranstaltungen im Wirtschaftsgebäude hatten auch Anwohner Zutritt, denn es war als Haus der Begegnung konzipiert.
- Sozialeinrichtungen:   Für die Elite der Soldaten, so wie die Piloten gesehen worden sind, wurde kein Aufwand gescheut und so entstanden in der Kaserne, ungewöhnlich für einen Militärstandort dieser Zeit Sozialeinrichtungen wie die Kegelbahn und das Schwimmbad.

#### Gebäude um das Flugfeld
Die Gebäude um das Flugfeld, wie z. B. der Tower, wurden im Bauhausstil errichtet, wobei durch Kriegszerstörungen oder nachfolgende Umbauten vom Bauhausstil nur noch wenig zu sehen ist. Von den Gebäuden sind nur noch zwei Objekte, die ehemalige Bildstelle und eine Flugzeughalle, existent.

### Kunstobjekte in der Kasernenanlage

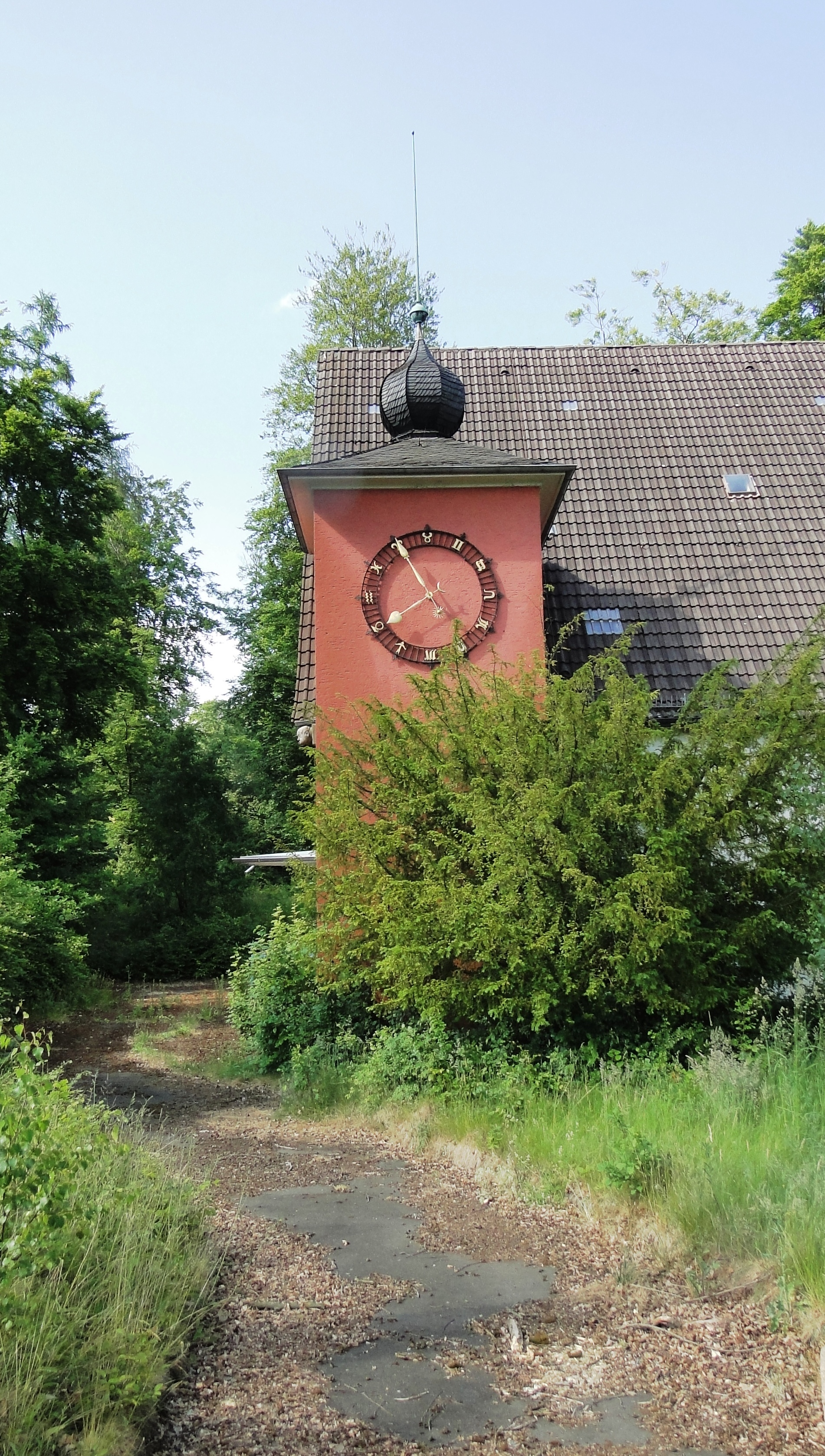
Uhr am Wirtschaftsgebäude

Etwa 50 m vor der Wache stand ein von Paul Wynand geschaffenes, etwa 3 m hohes Bronzestandbild mit dem Namen Ikarus, das einen Mann darstellte, der einen Adler steigen lässt. Das schmiedeeiserne Tor und die Uhr am Wirtschaftsgebäude, mit geschmiedeten Tierkreiszeichen als Ziffern, wurde vom Kasseler Kunstschmiedemeister Heinrich Cornelius geschaffen. An der Außenwand des Offizierskasinos ist eine von dem Bildhauer Andreas Schwarzkopf angefertigte Skulptur mit dem Namen „Der Ritter bewacht das Tal“ angebracht.

## Geschichte als Fliegerhorst Rothwesten
Der Fliegerhorst Rothwesten wurde für eine Fernaufklärergruppe, die zunächst mit Heinkel He 45 ausgestattet war, gebaut und dementsprechend wurden auch die Flugzeughallen dimensioniert. Als die Gruppe mit Heinkel He 70 und Dornier Do 17 ausgerüstet wurde, erwiesen sich die Hallen jedoch als zu klein.
Am 15. März 1935 traf ein Vorkommando, bestehend aus drei Offizieren und 18–25 Unteroffizieren und Mannschaftsdienstgraden zur Aufstellung der 1. Staffel in Rothwesten ein. Da sich die Gebäude auf dem Platz noch im Rohbau befanden, wurden die Männer zunächst provisorisch in einer Baracke untergebracht. Am 1. März 1935 wurde die „Fliegergruppe Kassel“, mit der Bezeichnung 1./Aufkl.Gr.424 offiziell in Dienst gestellt (später dann 1./Aufkl.Gr.124). Das Richtfest der Kaserne fand erst am 30. April 1935 statt, als die „Fliegergruppe Kassel“ bereits seit einem Monat in Dienst gestellt war. Da das Flugfeld zunächst noch nicht genutzt werden konnte, wurde von Kassel-Waldau aus geflogen; erst mit Fertigstellung am 1. Mai 1935 wurde ab Rothwesten geflogen. Ab 1. Dezember 1935 wurde der Schulbetrieb für freiwillige Flugzeugführeranwärter aufgenommen.
Am 1. April 1936 wurde durch die Indienststellung von zwei weiteren Staffeln die aus drei Staffeln bestehende Gruppe (F) 124 gebildet, die später in Aufklärungsgruppe 24 und noch später in Aufklärungsgruppe 22 umbenannt wurde. Diese war zwischen 1938 und 1939 dem Aufklärungsgeschwader 12 unterstellt. Die Truppenfahne wurde der Aufklärungsgruppe am 10. Mai 1937 übergeben. Im Jahr 1937 wurden die bisherigen Heinkel He 45 durch Heinkel He 70 ersetzt, die wiederum 1938 durch Dornier Do 17 abgelöst wurden.

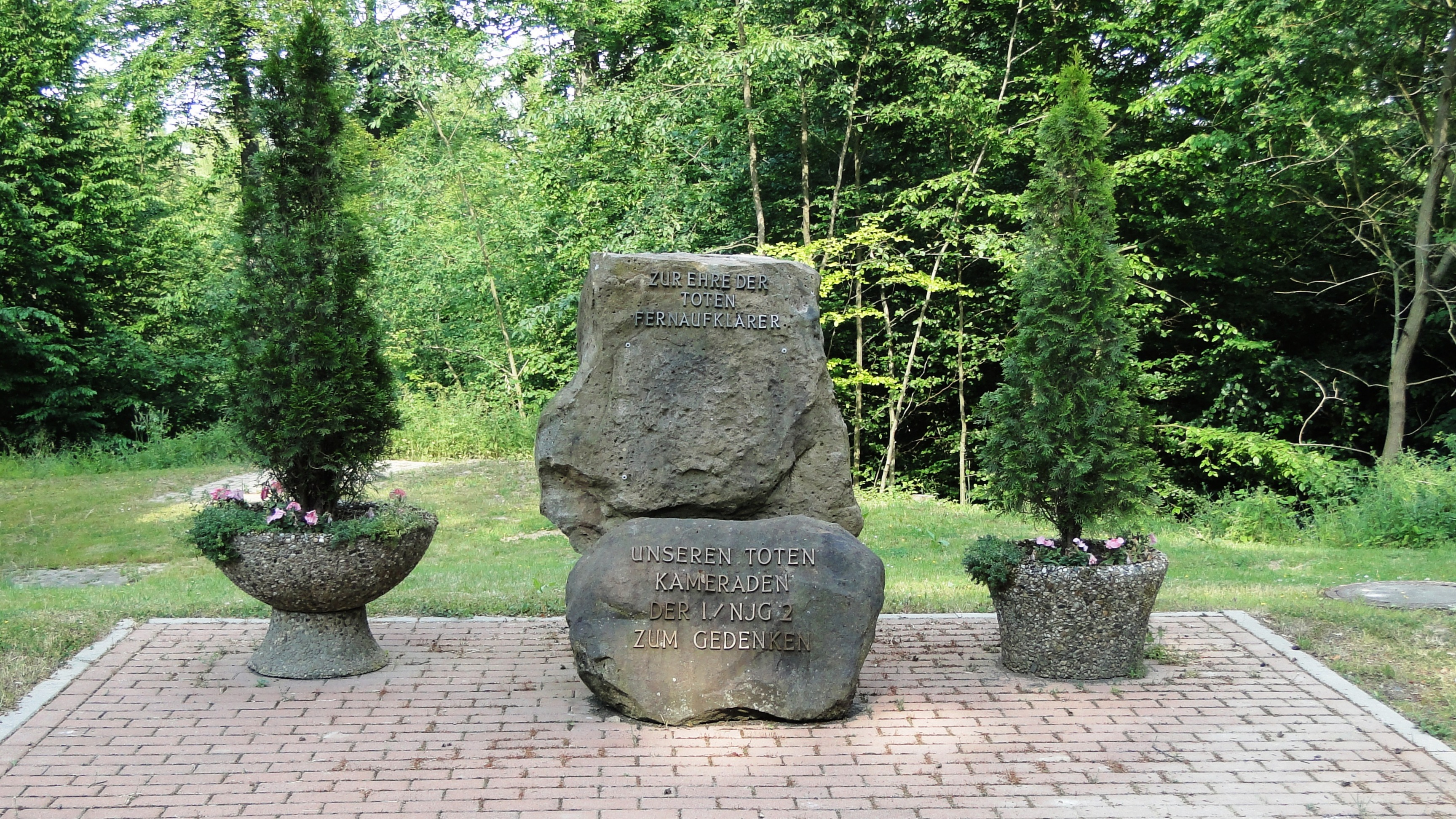
Gedenkstein für die gefallenen Fernaufklärer des Fliegerhorst Rothwesten

Nach Kriegsausbruch 1939 wurden die Aufklärungsstaffeln an frontnahe Einsatzorte verlegt. Danach beherbergte der Fliegerhorst kurzzeitig Kampf- und Nachtjagdverbände und längere Zeit die Flugzeugführerschule AB 119. Dabei stellte sich heraus, dass die Anlage für den Platzbedarf der modernen Flugzeuge und deren Anforderungen unter Kriegsbedingungen unterdimensioniert war. Bedeutung erhielt der Flugplatz nun als Ausweichproduktionsstätte der in Kassel ansässigen Gerhard-Fieseler-Werke, welche die Hallen zu Montage von Flugzeugen aus angelieferten Baugruppen und den Platz zum Einfliegen nutzten.
Zeitweise wurden dort auch russische Kriegsgefangene untergebracht.
Die folgende Tabelle zeigt eine Auflistung ausgesuchter fliegender aktiver Einheiten (ohne Schul- und Ergänzungsverbände) der Luftwaffe die hier zwischen 1935 und 1945 stationiert waren.
| Von           | Bis            | Einheit                              | Ausrüstung                      |
| ------------- | -------------- | ------------------------------------ | ------------------------------- |
| April 1935    | September 1937 | 1./Aufklärungsgruppe 124             |                                 |
| April 1936    | September 1937 | 2. und 3./Aufklärungsgruppe 124      |                                 |
| April 1936    | September 1937 | Stab und 1./Aufklärungsgruppe 424    |                                 |
| Oktober 1937  | Oktober 1938   | Stab, 1. bis 3./Aufklärungsgruppe 24 |                                 |
| Oktober 1937  | Oktober 1938   | Stab, 1. bis 3./Aufklärungsgruppe 25 |                                 |
| November 1938 | August 1939    | Stab, 1. bis 4./Aufklärungsgruppe 22 |                                 |
| November 1939 | Juni 1940      | Stab/Kampfgeschwader 28              | Heinkel He 111                  |
| Februar 1940  | Juni 1940      | II./Kampfgeschwader 28               | Heinkel He 111P, Junkers Ju 88A |
| Februar 1940  | Mai 1940       | II./Kampfgeschwader 76               | Dornier Do 17Z                  |
| Januar 1941   | Mai 1940       | 3./Fernaufklärungsgruppe 33          |                                 |
| April 1944    | Mai 1944       | Stab/Jagdgeschwader z.b.V.           | Messerschmitt Bf 109G           |
| August 1944   | August 1944    | I./Jagdgeschwader 4                  | Messerschmitt Bf 109G           |
| August 1944   | November 1944  | I./Nachtjagdgeschwader 2             | Junkers Ju 88C/R                |
| November 1944 | Januar 1945    | III./Nachtjagdgeschwader 4           | Junkers Ju 88G                  |

Kurz bevor die amerikanischen Truppen am 6. April 1945 den Fliegerhorst besetzten, sprengten die Deutschen Teile der Anlage – darunter die beiden Montagehallen der Firma Fieseler, ein Werkstattgebäude und die Flugleitung.

## Militärische Nutzung durch US-amerikanischen Streitkräfte
Nach der Besetzung des Fliegerhorstes am 7. April 1945 nutzte ihn die United States Army Air Forces (USAAF) ab dem 17. April zunächst weiter als Fliegerhorst und bauten den Platz mit befestigten Start- und Landebahnen sowie befestigten Roll- und Abstellflächen aus. Sie bezeichneten ihn als Advanced Landing Ground ALG R-12. Dort wurden Staffeln der 36th Fighter Group (April 1945 bis 15. Februar 1946) und der 417th Fighter Squadron (1945 - 9. April 1946) stationiert.
Ein Jahr später, ab April 1946, wurden jedoch, aufgrund der Nähe zur sowjetischen Besatzungszone, keine fliegenden Verbände mehr in Rothwesten stationiert, sondern der Standort wurde von amerikanischen Heerestruppen und bodengebundenen Verbänden der US-Luftwaffe genutzt.
Zwischen 1945 und 1947 nutzten die Amerikaner das Gelände dann auch als ein Kriegsgefangenenlager (POW Camp) für deutsche Soldaten.
Da das Gelände nun nicht mehr fliegerisch genutzt wurde, wurde das Flugfeld mit Fernmeldeanlagen und einer Flugabwehrstellung bebaut. Damit begann ab 1949 die lange Geschichte der Flugabwehr am Standort, denn bis 1973 war die amerikanische Flugabwehr und zwischen 1993 und 2007 die deutsche Flugabwehr in Rothwesten stationiert.
Bekannt ist die Stationierung von:
- Hauptquartier 1st Constabulary Regiment (1946–1947)
- 601st US Air Force Aircraft Control and Warning Squadron zur Luftüberwachung an der innerdeutschen Grenze und zur Steuerung von Abfangjägern (AC&W) (1949–1963)
- Eine Pionierkompanie der 18th Army Engineers (1951 – unbekannt); Aufgabe: Sprengung von Verkehrswegen entlang der innerdeutschen Grenze im V-Fall
- 331st Communications Reconnaissance Company (später umbenannt in 184th Operations Company) zur Fernmeldeaufklärung (1955–1972)
- Eine Batterie der Flugabwehr des 6th Missile Battalion 517th Artillery mit dem Waffensystem Hawk (1966–1968)

Dem Militärstandort Rothwesten kam, wie auch allen anderen Militärstandorten in Nord- und Mittelhessen, durch seine geographische Nähe zum Fulda Gap während des Kalten Kriegs eine besondere strategische Bedeutung zu. Am 1. Oktober 1972 verließen die amerikanischen Truppen das Gelände.
Am 12. Juni 1975 wurde in einem militärischen Zeremoniell die US-Flagge, die seit 1945 in Rothwesten wehte, eingeholt. Als Erinnerungsstück übergab US Colonel Eisenhard die Fahne dem Fernmeldebataillon 2.

## Währungskonklave 1948

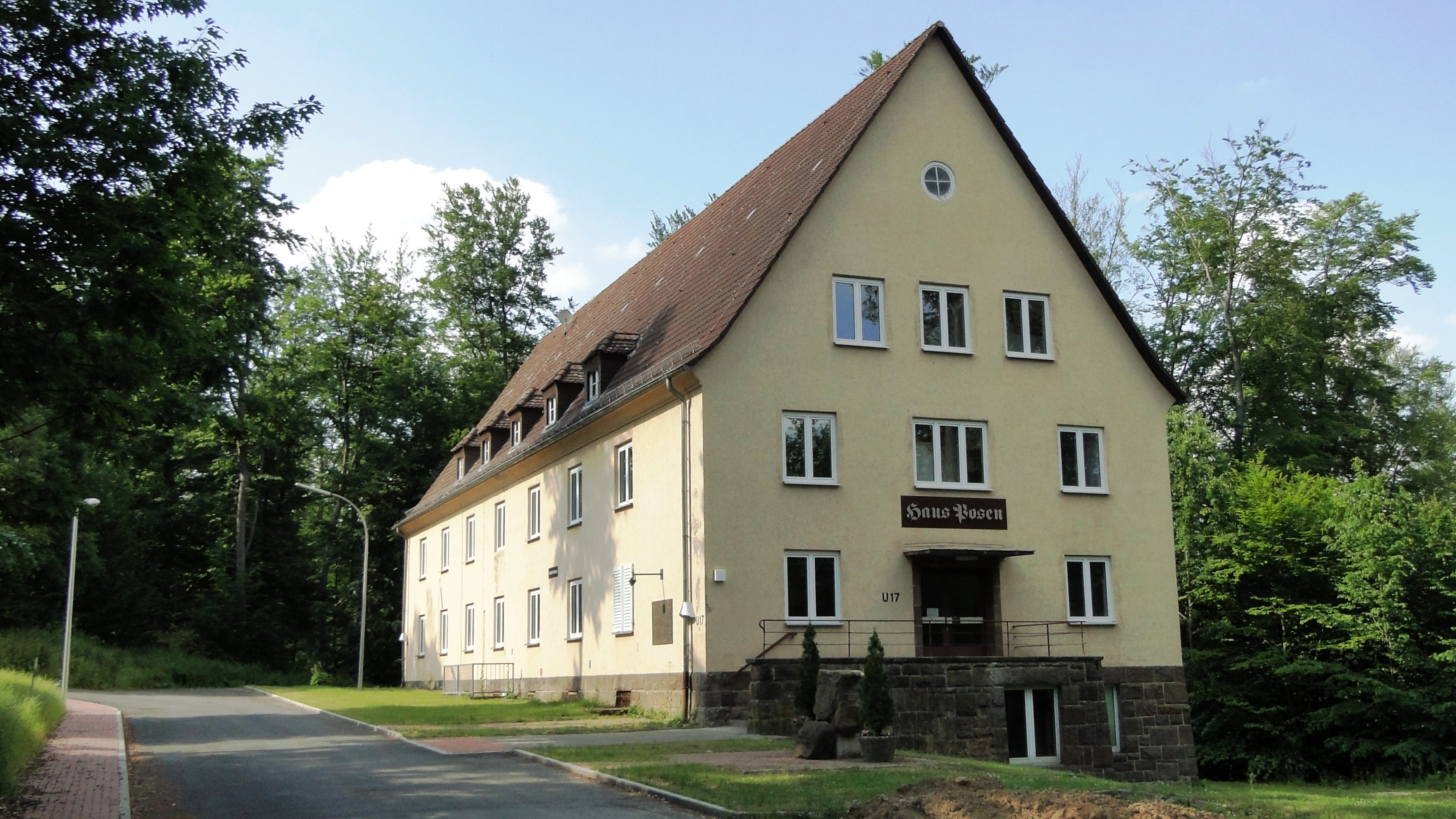
Haus Posen

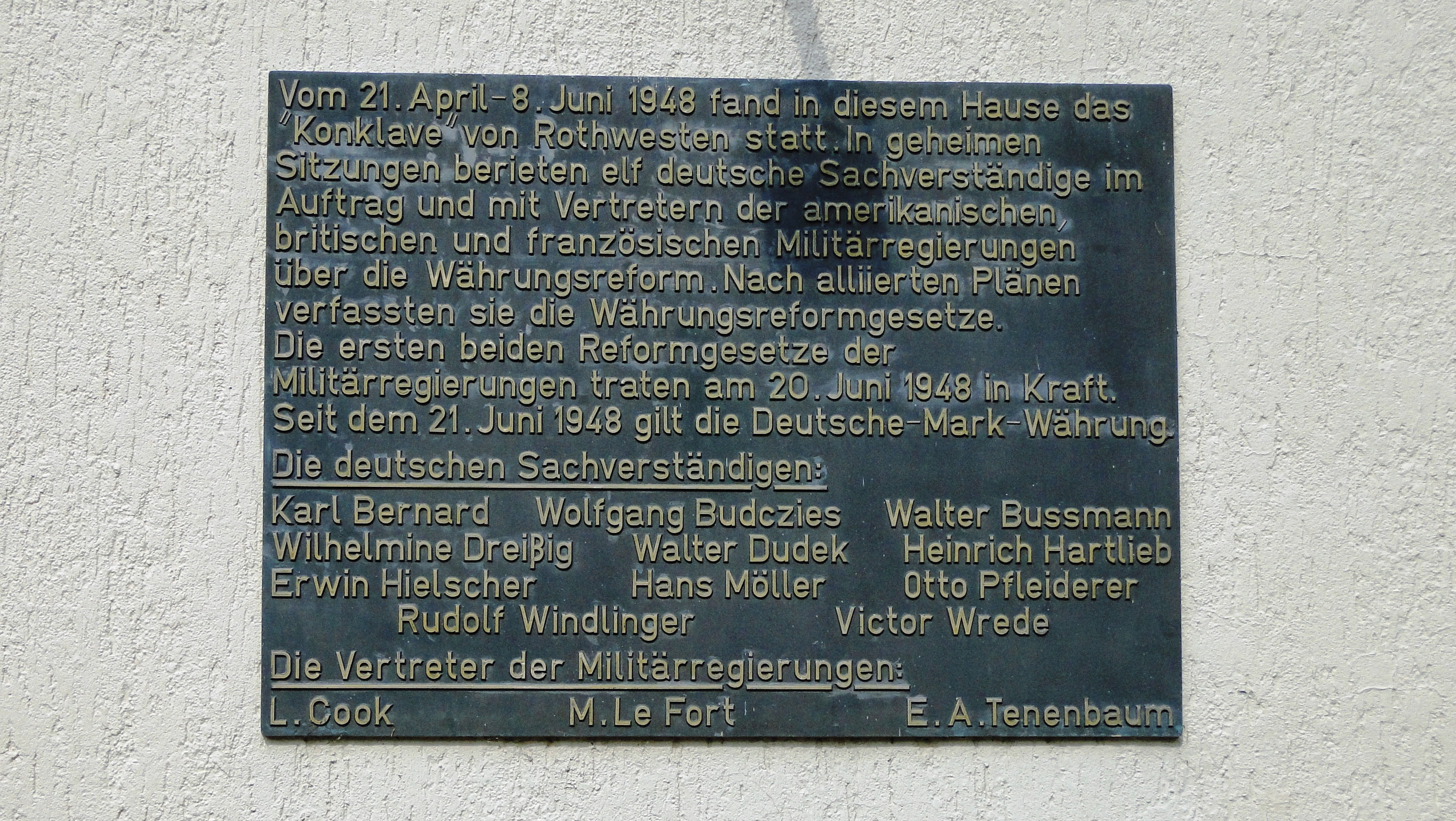
Gedenktafel am Haus Posen

1948 fand in dem zum Kasernengelände gehörigen Haus Posen das Währungskonklave zur Planung der Währungsreform in der Westzone statt.
Aufgrund der vertraulichen Arbeiten wurden die Teilnehmer in der Kaserne in einem nochmals separat abgesperrten Areal im Haus Posen interniert. Dort wurden von deutschen und amerikanischen Experten innerhalb von 49 Tagen die wichtigen Grundlagen für die Durchführung der Währungsreform und die Einführung der D-Mark geschaffen.
Im Haus Posen ist heute eine Ausstellung zur D-Mark eingerichtet, die man besichtigen kann und die vom Museumsverein Währungsreform 1948 e.V betreut wird. Sie befasst sich mit der Geschichte des Konklave, der Währungsreform und der Geschichte der deutschen Währungen im Nachkriegsdeutschland.

## Die Jahre als Fritz-Erler-Kaserne der Bundeswehr
Vorbereitend für den Einzug der Bundeswehr wurde die Kaserne zwischen 1971 und 1973 umfassend umgebaut und renoviert. Am 22. Februar 1973 wurde die Kaserne feierlich im Beisein von Frau Käthe Erler, der Witwe des 1967 verstorbenen Politikers Fritz Erler, durch Generalleutnant Franz Pöschl in „Fritz-Erler-Kaserne“ umbenannt (siehe zur Geschichte der Kaserne).
- Bekannt ist die Stationierung von folgenden Teileinheiten der 2. Panzergrenadierdivision[11] (zur Geschichte 2.PzGreDiv[12]):
  - Nachschubkompanie 40 (ab 1. Oktober 1972 – 1993)
  - Fernmeldebataillon 2[10](ab 19. Juni 1973 – unbekannt); Verlegung von Marburg nach Rothwesten
  - Fernmeldeausbildungskompanie 1/2
  - Fahrschule ROTHWESTEN (ab 2. Juni 1973)
  - Nachschubkompanie 340 (ab 1975), ab 1981 Nachschubkompanie 60
  - 4./Instandsetzungsbataillon 2 (ab Oktober 1979)
  - Feldersatzbataillon 25 (Geräteeinheit)
  - Jägerbataillon 27 (Geräteeinheit)

Zwischen 1993 und 2007 verschob sich der Schwerpunkt in Rothwesten von den Fernmeldern zur Heeresflugabwehr hin wo zunächst das Flugabwehrregiment 2 und anschließend die Flugabwehrbrigade 100 mit folgenden Teileinheiten stationiert waren:
- 1993–2002: Gemischtes Flugabwehrregiment 2[13] (Gem FlaRgt 2 als Nachfolgeregiment des ehemaligen Kasseler FlaRgt 2) mit:
  - 1993–2002: Panzerflugabwehrraketenbataillon 300 (PzFlaRakBtl 300); nutzte das Waffensystem Roland und bestand aus 1 Versorgungsbatterie und 3 Kampfbatterien.[14]
  - 1994–2002: LeichteFlugabwehrraketenbatterie 300 (le FlaRakBatterie 300), nutzten die Waffensysteme Stinger und Ozelot[15]. Diese Einheit musste am 23. März 1999 erstmals in einen Kriegseinsatz ziehen, nachdem diese am 18. März alarmiert wurde, und zwar in einem und kam mit ihren leichten FlaRak-Stellungen als Schutz gegen Luftangriffe für die eigenen Truppen im Raum Tetovo-Erobino (Bosnien) in den Einsatz. Im Jahr 2000 wurde die Truppe dort erneut eingesetzt.
  - 1997–2002: Panzerflugabwehrraketenbataillon 301 PzFlaRakBtl 301 (n. a. nicht aktiv). Dieser Verband war nicht aktiv und war eine Reserveverband. Das Material (u. a. Waffensystem Roland) war in der Fritz-Erler-Kaserne Langzeitgelagert. Die Truppe wurde regelmäßig ausgebildet und war auf mehreren Übungen in den USA oder auf Kreta.

- 2002–2007: Flugabwehrbrigade 100 mit:
  - 2002–2007: Die Flugabwehr-Aufklärungs-Batterie 100; nutzt das Luftraumüberwachungsgeräten (LÜR), das Nahbereichsradargerät (NBR) und die Fliegerfäuste Strela und Stinger. Die Fliegerfaust Igla kam in der Flugabwehrbrigade 100 auch zum Einsatz.
  - 2002–2007: Leichte Flugabwehrraketenbatterie 300 (le FlaRakBatterie 300)
  - 2002–2005: Panzerflugabwehrraketenbataillon 300 (PzFlaRakBtl 300)
  - 2002–2008: Panzerflugabwehrraketenbataillon 301

In den Jahren der Nutzung durch die Heeresflugabwehr war unter anderem eine 8,8er Flugabwehrkanone vor der 3. Batterie als Ausstellungsobjekt platziert, die seinerzeit eine sehr wirkungsvolle Waffe darstellte.
Der zuletzt in der Fritz-Erler-Kaserne stationierte Stab der Flugabwehrbrigade 100 wurde zum 31. Dezember 2007 aufgelöst, das ebenfalls dort stationierte Flugabwehrraketenbataillon 300 wurde bereits Ende 2005 zu großen Teilen aufgelöst. Die leichte Flugabwehrraketenbatterie 300 wurde nach Hardheim verlegt und die Flugabwehraufklärungsbatterie 100 wurde nach Putlos verlegt und als 8./Flugabwehrlehrregiment 6 dem Flugabwehrlehrregiment 6 unterstellt.
Mit der Auflösung der Flugabwehrbrigade 100 endete nach über 70 Jahren die militärische Geschichte, die als Fliegerhorst Rothwesten 1935 begann.
Aufgrund der Umstrukturierung der Bundeswehr wurde die Kaserne im Frühjahr 2008 geschlossen und die Fläche der einstigen Kaserne steht nun für eine zivile Nachnutzung zur Verfügung.

## Nicht-militärische Nutzung
Nach dem Abzug der Bundeswehr fiel das Gelände der Bundesanstalt für Immobilienaufgaben (BImA) zu. Diese beschäftigte sich, gemeinsam mit der Gemeinde Fuldatal, zu der Rothwesten seit der hessischen Gebietsreform 1972 gehört, mit der Konversion des Geländes. Dazu wurden Teile der Gebäude an Investoren verkauft. Auf einer 66 Hektar großen Freifläche, dem ehemaligen Flugfeld, wurden eine Photovoltaikanlage errichtet und Straßen und Infrastruktur erneuert und modernisiert.
Während der Flüchtlingskrise 2015 wurde in Gebäuden der ehemaligen Kaserne eine Flüchtlingsunterkunft für bis zu 900 Personen eingerichtet, die dann im Herbst 2016 wieder aufgelöst wurde. Auf die Unterkunft kam es zu einem Anschlagsversuch, bei dem Gasleitungen beschädigt wurden.